# Brown Sugar (음반)
“Brown Sugar”는 미국의 싱어송라이터 겸 악기 연주자 디앤절로의 첫 번째 정규 음반이다. 1995년 7월 3일 EMI를 통하여 발매되었다. 1994년과 1995년 동안 뉴욕에 위치한 배터리 스튜디오와 RPM 스튜디오 및 새크라멘토의 푸키 랩에서 녹음을 진행하였다. 디앤절로가 음반의 프로듀싱, 악기 연주, 편곡 및 작사와 작곡까지 대부분을 홀로 작업하였다.
“Brown Sugar”는 미국 빌보드 탑 R&B 앨범 차트에서 6위로 데뷔하였다. 발매 후 두 달 동안 30만 장이 넘는 판매고를 올렸다. 싱글 컷된 네 곡의 싱글로 빌보드 200에 총 65주 동안 머물렀으며, 음반이 발매된 그 해에 미국 음반 산업 협회(RIAA)로부터 플래티넘을 인증받았다. 비평적으로도 음악 평단으로부터 극찬을 받았으며, 그래미 어워드의 4개 부문에서 지명되었다. 음악 종사자들은 이 음반을 네오 소울 장르의 시초 격으로 보고 있다.

## 트랙 리스트
| #   | 제목                                   | 작사·작곡                          | 프로듀서                       | 재생 시간 |
| --- | -------------------------------------- | ---------------------------------- | ------------------------------ | --------- |
| 1.  | 〈Brown Sugar〉                        | D'Angelo, Ali Shaheed Muhammed     | D'Angelo, Ali Shaheed Muhammed | 4:22      |
| 2.  | 〈Alright〉                            | D'Angelo                           | D'Angelo, Bob Power            | 5:13      |
| 3.  | 〈Jonz in My Bonz〉                    | D'Angelo, Angela Stone             | D'Angelo                       | 5:56      |
| 4.  | 〈Me and Those Dreamin' Eyes of Mine〉 | D'Angelo                           | D'Angelo, Bob Power            | 4:46      |
| 5.  | 〈Sh★t, Damn, Motherf★cker〉           | D'Angelo                           | D'Angelo, Bob Power            | 5:14      |
| 6.  | 〈Smooth〉                             | D'Angelo, Luther Archer            | D'Angelo, Bob Power            | 4:19      |
| 7.  | 〈Cruisin'〉                           | William Robinson, Marvin Tarplin   | D'Angelo                       | 6:24      |
| 8.  | 〈When We Get By〉                     | D'Angelo                           | D'Angelo                       | 5:44      |
| 9.  | 〈Lady〉                               | D'Angelo, Raphael Saadiq           | D'Angelo, Raphael Saadiq       | 5:46      |
| 10. | 〈Higher〉                             | D'Angelo, L. Archer, Rodney Archer | D'Angelo, Bob Power            | 5:28      |